# Nuevo Montecristo
Nuevo Montecristo är en ort i Mexiko.   Den ligger i kommunen Berriozábal och delstaten Chiapas, i den sydöstra delen av landet, 700 km öster om huvudstaden Mexico City. Nuevo Montecristo ligger 352 meter över havet och antalet invånare är 252.
Terrängen runt Nuevo Montecristo är kuperad åt sydväst, men åt nordost är den bergig. Nuevo Montecristo ligger nere i en dal. Runt Nuevo Montecristo är det ganska tätbefolkat, med 104 invånare per kvadratkilometer. Närmaste större samhälle är Berriozábal, 15,7 km söder om Nuevo Montecristo. I omgivningarna runt Nuevo Montecristo växer huvudsakligen savannskog.